# Étienne Clavière
Étienne Clavière (Ginevra, 27 gennaio 1735 – Parigi, 8 dicembre 1793) è stato un politico e banchiere francese, di origine svizzera.
Nativo di Ginevra, dove divenne uno dei leader democratici, nel 1782, dopo gli interventi armati di Francia, Regno di Sardegna e Berna in favore degli aristocratici e contro la cosiddetta Rivoluzione ginevrina, fu costretto a rifugiarsi in Inghilterra. Qui incontrò altri svizzeri come Jean Paul Marat ed Étienne Dumont, ma i loro piani per una nuova Ginevra in Irlanda, favorita dal governo, furono accantonati quando in Francia arrivò al potere Jacques Necker e Clavière, con molti suoi compagni, andò a Parigi.
Nella capitale francese, nel 1789, Clavière e Dumont si allearono con Honoré Mirabeau, collaborando segretamente con lui sul Courrier de Provence e preparandogli i discorsi da tenere. È principalmente per questi favori da parte di Clavière che Mirabeau sosteneva la sua reputazione di finanziere. Clavière pubblicò anche alcuni pamphlet col suo nome e, attraverso queste pubblicazioni e la sua amicizia con JP Brissot, che aveva conosciuto a Londra, dopo essere stato eletto all'Assemblea Legislativa dal dipartimento della Senna (1791), arrivò ad essere ministro delle finanze del governo girondino, dal marzo al 12 giugno 1792, quando fu rimpiazzato da Jules-Emile-François-Hervé de Beaulieu. Durante il suo ministero Clavière si mostrò particolarmente aggressivo nei confronti della Corte.
Dopo il 10 agosto fu ancora addetto alle finanze nel consiglio esecutivo provvisorio, ma con scarso successo. Condividendo le sfortune dei Girondini, fu arrestato il 2 giugno 1793 e tenuto in carcere fino all'8 dicembre quando, ricevendo notizia della sua convocazione davanti al tribunale rivoluzionario il giorno seguente, si suicidò pugnalandosi. Trovò sepoltura in una fossa comune del Cimitero della Madeleine.